# Teoria neutral de l'evolució molecular
La teoria neutral de l'evolució molecular sosté que la majoria dels canvis evolutius es produeixen en l'àmbit molecular, i la major part de la variació dins i entre espècies es deu a la deriva genètica aleatòria d'al·lels mutants que són selectivament neutres La teoria s'aplica només a l'evolució en l'àmbit molecular, i és compatible amb l'evolució fenotípica que està configurada per selecció natural tal com postula Charles Darwin.
La teoria neutral permet la possibilitat que la majoria de les mutacions siguin perjudicials, però sosté que com que aquestes s'eliminen ràpidament per selecció natural, no fan contribucions significatives a la variació dins i entre espècies molecularment. Una mutació neutra és aquella que no afecta la capacitat d'un organisme per sobreviure i reproduir-se.
La teoria neutral suposa que la majoria de les mutacions que no són perjudicials són neutres en lloc de beneficioses. Com que només es mostren una fracció de gàmetes a cada generació d'una espècie, la teoria neutral suggereix que un al·lel mutant pot sorgir dins d'una població i arribar a la fixació per casualitat, més que per avantatge selectiu.
La teoria va ser introduïda pel biòleg japonès Motoo Kimura el 1968, i de manera independent per dos biòlegs nord-americans Jack Lester King i Thomas Hughes Jukes el 1969, i descrita en detall per Kimura a la seva monografia de 1983 The Neutral Theory of Molecular Evolution. La proposta de la teoria neutral va ser seguida per una àmplia controvèrsia "neutralista-seleccionista" sobre la interpretació de patrons de divergència molecular i polimorfisme gènic, que va assolir el màxim als anys 70 i 80.
La teoria neutral s'utilitza sovint com a hipòtesi nul·la, a diferència de les explicacions adaptatives, per descriure l'aparició de característiques morfològiques o genètiques en organismes i poblacions. Això s'ha suggerit en diverses àrees, inclosa l'explicació de la variació genètica entre poblacions d'una espècie nominal, l'aparició de maquinària subcel·lular complexa, i l'aparició convergent de diverses morfologies microbianes típiques.